# 箕輪城
箕輪城（みのわじょう）は、群馬県高崎市箕郷町にあった日本の城（平山城）。国の史跡に指定されている。日本100名城の一つ。

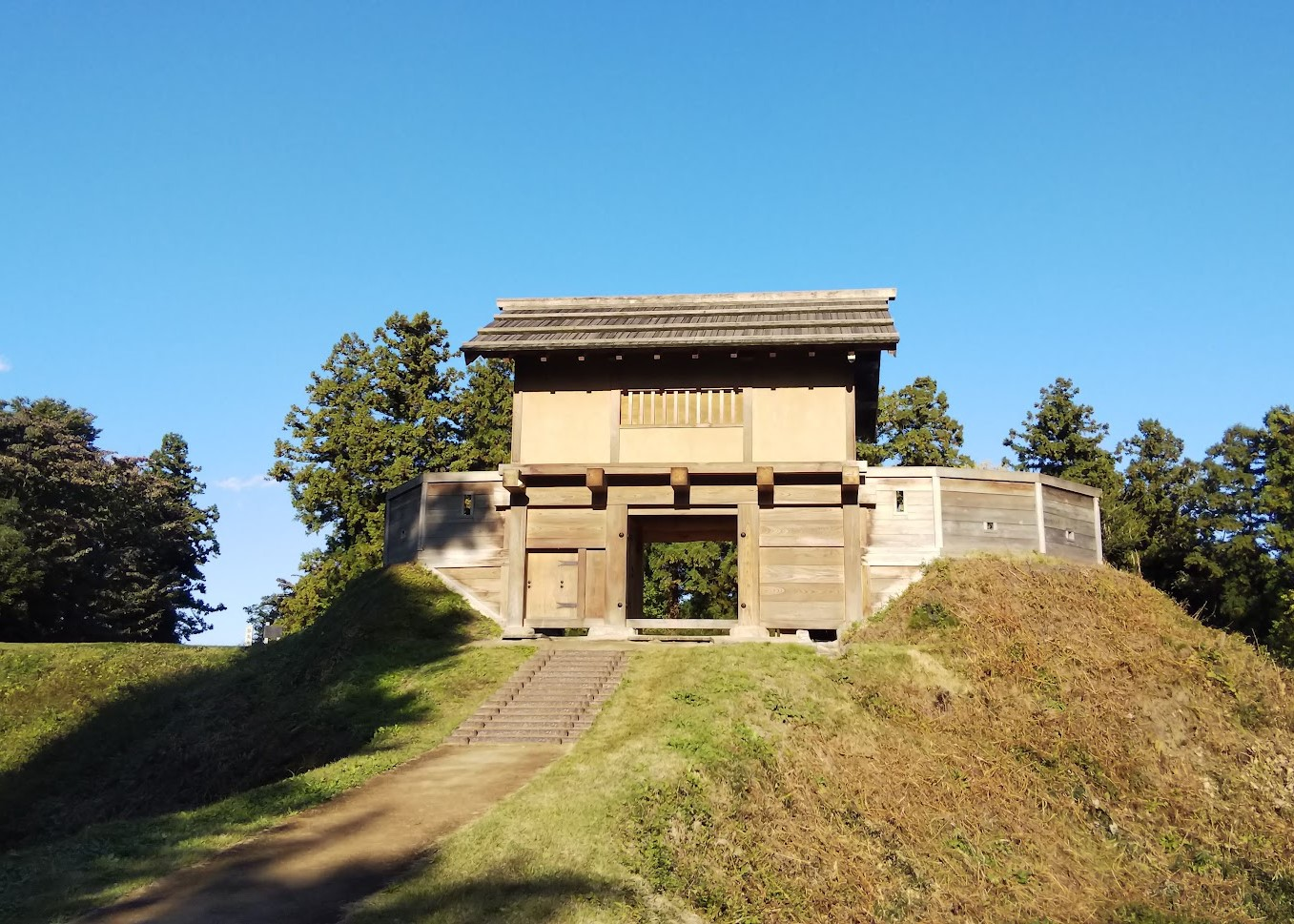
郭馬出西虎口門（復元）

## 概要
箕輪城は、榛名白川によって削られた河岸段丘に梯郭式に曲輪が配された平山城である。城の西には榛名白川、南には榛名沼があり、両者が天然の堀を形成していた。城地は東西約500メートル、南北約1,100メートル、面積約47ヘクタールにおよぶ広大なものであった。現在にのこる遺構として、石垣・土塁・空堀の跡が認められる。

## 歴史・沿革

### 箕輪長野氏の時代
永正9年（1512年）戦国時代中期、当地を支配する長野氏の長野業尚によって築かれた。また、大永6年（1526年）業尚の子の信業によって築かれたという説もある。信業の代には、守護代であり山内家宰の白井・総社長尾氏を凌駕する勢力を持っていた。
戦国時代の上野には関東管領山内上杉家が存在したが、永禄元年（1558年）、上杉憲政が越後へ亡命した後は、相模を本拠とする北条氏康、甲斐の武田信玄、越後の上杉政虎（上杉憲政の名跡を継いだ）が侵攻を繰り返す場であった。このようななかで信業の子長野業正は、上杉氏の後ろ盾を得て、箕輪衆と呼ばれる在郷武士団をよく束ね、名君と謳われて長野氏全盛時代を築き、最大の版図を有するに至った。業正の代にはまた、武田信玄の侵略がたびたび繰り返されたが、これをよく退け安定した地位を保った。

### 武田氏の侵攻
永禄4年（1561年）11月、長野業正が没すると（前年に没した説もあり）14歳（17歳とも）で子の長野業盛が家督を継いだ。長野業正は臨終に際し「我が葬儀は不要である。菩提寺の長年寺に埋め捨てよ。弔いには墓前に敵兵の首をひとつでも多く並べよ。決して降伏するべからず。力尽きなば、城を枕に討ち死にせよ。これこそ孝徳と心得るべし」と伝え、その死は永らく秘匿された。しかし、業正の死を知るや武田信玄は再び西上野への侵攻を開始した。近隣の城を落とし、また調略を仕掛け寝返らせていった。
永禄8年（1565年）頃には箕輪城は孤立していき、永禄9年（1566年）武田軍は箕輪城への総攻撃を仕掛け、頼みの上杉謙信の援軍を待たずして9月下旬には遂に落城し長野業盛は自刃して果てた。

### 武田氏時代
箕輪城は武田氏の上野経営の拠点と位置づけられ、有力家臣である甘利昌忠、真田幸隆（幸綱）、浅利信種が城代に任じられる。元亀元年（1570年）頃には内藤昌豊（昌秀）が城代となり、天正3年（1575年） 長篠の戦いで内藤昌豊が討ち死にすると、その子内藤昌月が城代に任じられた。

### 織田氏・北条氏の侵攻
天正10年（1582年）3月の天目山の戦いで武田氏が滅亡すると、織田信長の家臣・滝川一益が上野一国を拝領し箕輪城を接収、次いで厩橋城に入った。内藤昌月は近隣の領主と共にこれに従っている。しかし、同年6月2日、信長が本能寺の変で倒れると、北条氏政とその子北条氏直の大軍が上野国に侵攻した。同年6月18日、19日、北条氏が神流川の戦いで一益を破ると、内藤昌月はこれに降り、北条氏政の弟・氏邦が箕輪城に入城した。

### 井伊氏の入城と廃城
天正18年（1590年） 豊臣秀吉の小田原征伐の際に箕輪城は前田利家・上杉景勝連合軍の攻撃により開城した。この年、徳川家康が関東に入封し、箕輪城は12万石をもって井伊直政に与えられた。直政は箕輪城を近代城郭に改造したが、慶長3年（1598年）高崎城に移封され、それに伴って箕輪城は廃城となり、80余年の歴史に終止符を打った。

### 現代
1987年（昭和62年）12月17日、国の史跡に指定された。2006年（平成18年）4月6日、日本100名城（16番）に選定された。なお、2016年角馬出西虎口門が木造復元された。城下町は雰囲気は現存しているが、商店などは少なく、閑静な雰囲気である。また、本丸西虎門も木造復元される予定である。

## 歴代城主
- 箕輪長野氏
  - 長野業尚：
  - 長野信業：業尚の子。
  - 長野業正：信業の子。
  - 長野業盛：業正の子。城を武田氏に攻められ落城し、自害。
- 武田氏
  - 甘利昌忠：城代
  - 真田幸隆：城代
  - 浅利信種：城代
  - 内藤昌豊：長篠の戦いにて戦死。
  - 内藤昌月：保科正俊の子。小田原征伐にて没落。
- 織田氏
  - 滝川一益：神流川の戦いに敗れ、伊勢に撤退した。
- 後北条氏
  - 北条氏邦：小田原征伐にて没落。
- 徳川氏
  - 井伊直政：関ヶ原の戦いにて傷を負うが、彦根藩35万石の藩主となった。

## 現地情報

### 所在地
- 群馬県高崎市箕郷町西明屋・東明屋

### 交通アクセス
- 高崎駅から
  - 群馬バス「箕郷行き」で約30分「箕郷本町」下車、徒歩約20分
  - 群馬バス「伊香保温泉行き」で約30分「城山入口」または「東明屋」下車、徒歩約5分

※「井出経由」の系統に乗ると、箕輪城から遠い場所を通り榛東村へ入ってしまう。「浜川経由」「沖経由」への乗車を推奨。
- 前橋駅から
  - 群馬バス「箕郷行き」で約30分「箕郷営業所」下車、徒歩約20分
- 渋川駅から
  - 4番乗り場から、群馬バス「箕郷行き」で約30分「東明屋」または「城山入口」下車、徒歩約5分

### 地名
- 西明屋（にしあきや）：廃城後に空き家が目立ったことから変化して明屋になったという説がある。現在、支所・銀行支所などが集中し旧箕郷町の中心となっている。
  - 本町（もとまち）：城下の中心とされることに由来。現在の群馬銀行箕輪支店周辺を指す。最寄り停留所は「箕郷本町」
  - 田町（たまち）：箕輪城時代から田畑が多かったとされることが由来。最寄り停留所は「田町」
  - 四ツ谷（よつや）：現在の支所に近い場所に位置する。最寄り停留所は「四ツ谷」
  - 連雀町（れんじゃくちょう）：商人の町であったことに由来。最寄り停留所は「連雀町」
  - 紺屋町（こんやまち）：染物の仕事を行う人々が住んでいたことに由来。染物に必要な水が近くにあり、城下町の東側の下で、井野川の近くにあった。最寄り停留所は「箕輪本町」
  - 仲宿（なかじゅく）
  - 裏宿（うらじゅく）
  - 上町（かみまち）

※西明屋の多くの地名は箕輪城廃城後に移転した先の高崎城下でも使われている。
※西明屋の城下には語り手たちによって立てられた看板がある。そこには各地名と由来が書かれている。
- 東明屋（ひがしあきや）：西明屋と同じく廃城後に空き家が目立ったことから変化して明屋になったという説がある。現在、箕輪城跡駐車場とトイレが整備されている。
- 矢原（やばら）：城下から1キロメートル程東に行った先にある。戦国時代、矢が多く飛んでくる原っぱだったことに由来。現在、住宅地が広がっている。
  - 原中（げんちゅう）：矢の降る原っぱの中心だったことに由来。

### その他
- 例年10月最終日曜には「箕輪城まつり」が開催され、手製の甲冑に身を包んだ市民らによって城下を練り歩くほか（支所から西明屋を通り箕輪城までの区間）、箕輪城攻防戦が演じられる。